# Entenza (Salceda de Caselas)
Entenza (oficialmente Santos Xusto e Pastor de Entenza) es una parroquia española del municipio de Salceda de Caselas, perteneciente a la provincia de Pontevedra, en la comunidad autónoma de Galicia.

## Toponimia
El lugar puede aparecer referido como «Entenza» y «Entienza».

## Historia
Hacia mediados del siglo XIX, el lugar, ya por entonces perteneciente a Salceda, tenía contabilizada una población de 412 habitantes. Aparece descrito en el séptimo volumen del Diccionario geográfico-estadístico-histórico de España y sus posesiones de Ultramar de Pascual Madoz con las siguientes palabras:

ENTIENZA (San Justo y Pastor): felig. en la prov. de Pontevedra (7 leg.), part. jud. y dióc. de Tuy (1), ayunt. de Salceda (12): sit. á la der. del r. Miño, donde le combaten principalmente los aires del E. y S.; el clima es benigno y bastante sano. Tiene 102 casas de buena fáb. repartidas en los l. de Aldegode, Arrotea, Ascension, Basquida, Carrilla, Iglesia, Muiños, Pegade y Torron. Hay escuela de primeras letras frecuentada por 46 niños, cuyos padres pagan al maestro la cantidad convenida. Para surtido de los vec. se encuentran distintas fuentes de buenas aguas. La igl. parr. (San Justo y Pastor) está servida por un cura de segundo ascenso, y provision de S. M, ó del diocesano, segun los meses en que vaca. Tambien hay 1 ermita titulada la Ascension en el monte y l. del mismo nombre, y otra dedicada á San Bias en el barrio de Pera Carballa. Confina el térm. N. Salceda; E. Cabreira; S. Caldelas y Baldranes, y O. Parderubias y Soutelo: le cruza el r. Caselas; y en varios sitios se hallan canteras de piedra apropósito para edificios. El terreno es arcilloso y de buena calidad. Atraviesa por el térm. el camino real que desde Tuy va á Salvatierra, habiendo tambien varios trasversales para diferentes puntos: el correo se recibe en Tuy. prod.: trigo, maiz, centeno, cebada, vino y toda clase de frutas y legumbres: se cria ganado vacuno, lanar y cabrio: hay caza de liebres, conejos y perdices; y pesca de truchas y anguilas. ind.: la agricola, ganaderia y molinos harineros. pobl.: 91 vec., 412 alm.: contr.: con su ayunt. (V.)
(Madoz, 1847, p. 488)

En 2022, tenía empadronados 566 habitantes.